# Юрьев, Борис Акимович
Борис Акимович Юрьев (1912 - после 1970) - инженер-конструктор, участник советского атомного проекта, лауреат Сталинской премии 1953 года.
Сын революционного деятеля Акима Александровича Юрьева.
В 1918 году схвачен белогвардейцами в Уфе вместе с двумя другими детьми видных большевиков — Андреем (Андрей Николаевич Брюханов (1910—1970), сын Николая Павловича Брюханова) и Всеволодом (Всеволод Александрович Цюрупа (1912—1982) — сын Александра Дмитриевича Цюрупы). Их обменяли на группу белогвардейских офицеров. Об этом случае и об их встрече с Лениным Всеволод Цюрупа рассказал в газете «Пионерская правда» от 24 февраля 1970 г. и в своей книге «Колокола памяти».
Получил высшее техническое образование.
Во время войны не был призван в армию из-за плохого слуха.
С 1946 по 1959 год работал в КБ-11. С 1948 г. старший инженер-конструктор, с 1950 г. руководитель конструкторской группы, занимавшейся разработкой центральных узлов изделий из делящихся материалов. С 1955 г. начальник отдела.
В августе 1959 г. переведён в Москву референтом в 5 ГУ МСМ (Министерства среднего машиностроения).
Сталинская премия по Постановлению СМ СССР № 3044-1304сс от 31 декабря 1953 года — за разработку конструкции основных узлов изделий РДС-6с, РДС-4 и РДС-5.
Награжден двумя орденами Трудового Красного знамени (1951 г. и 1956 г.), значком «Отличник социалистического соревнования по МСМ» (1954).